# Withius ascensionis
Espèce
Synonymes
- Allowithius ascensionis Beier, 1961

Statut de conservation UICN

PEB1ab(iii)+2ab(iii) : Peut-être éteint
Withius ascensionis est une espèce de pseudoscorpions de la famille des Withiidae.

## Distribution
Cette espèce est endémique de l'île de l'Ascension.

## Étymologie
Son nom d'espèce lui a été donné en référence au lieu de sa découverte, l'île de l'Ascension.

## Publication originale
- Beier, 1961 : Pseudoscorpione von der Insel Ascension. Annals and Magazine of Natural History, sér. 13, vol. 3, no 34, p. 593-598.